# Juan Duch Gary
Juan Duch Gary (19 de diciembre de 1942 - 11 de julio de 2003) fue un ingeniero agrónomo y poeta mexicano, nacido en Mérida, Yucatán y muerto en la ciudad de Coatzacoalcos, Veracruz. Hijo de padre catalán y madre canaria, ambos miembros de familias de inmigrantes españoles que se trasladaron a México a consecuencia de la guerra civil española.

## Datos biográficos
Juan Duch fue sobrino y guardó una entrañable relación filial con su homónimo y tío Juan Duch Colell, poeta también, periodista, yucateco de origen catalán, quien vivió mucho tiempo en la Unión Soviética y que tendría una gran influencia en su formación literaria. 
Al morir Juan Duch Colell, en Mérida la de Yucatán, en 1998, escribió Duch Gary 

Tío Juan: No conozco, ni acierto a dar con palabras más exactas, profundas y bellas para expresar lo que hoy siento, que las muy conocidas de nuestro queridísimo Miguel Hernández: Tanto doler se agolpa en mi costado, que por doler, me duele hasta el aliento... Porque me duele de múltiples dolores el que te anticiparas en el trayecto que conduce hacia el fondo insondable del reino de la luz, en esta hora de las sombras subterráneas a que nos convocara León Felipe...

Tuvo Juan Duch cinco hermanos, todos destacados intelectuales yucatecos: Néstor, Jorge, Irene, Teresa y José Luis. Ellos, como todo su linaje, se nutrieron de los alientos del exilio republicano y de la inmigración catalana a México, y particularmente a Yucatán, con toda su raigambre cultural, que en el caso de los Duch Gary fue enriquecida y potenciada por la cultura regional de sustrato maya, abrazada como profundamente propia por la familia y tomada como inspiración y abrevadero en la obra literaria de Duch Gary quien se comprometió con el pueblo y la civilización maya:

Hagamos un trato sustancial, hermano maya:
Tú me das el aliento de tus hondas raíces,
habitadas de tiempo y de dolor antiguo,
y yo me acerco a tu piel y renazco tu palabra...
JDG

Estudió sus primeros años en la Escuela Modelo de Mérida, Yucatán. Aunque desde muy joven manifestó su vocación poética y literaria mediante su participación en círculos y talleres creativos, su juventud fue matizada por la técnica y la ciencia debido a sus estudios en la Ciudad de México, en la Escuela Nacional de Agricultura, hoy Universidad Autónoma Chapingo, donde se graduó como ingeniero agrónomo especializado en economía agrícola.
Posteriormente, beneficiario de una beca del gobierno francés, viajó a París para profundizar sus conocimientos de economía agrícola en la  Escuela Nacional de Agricultura de la Universidad de París. Durante su estancia en la Ciudad Luz aprendió el idioma de Verlaine y de Apollinaire y produjo sus primeros versos en esa lengua,
A su retorno a Yucatán se incorporó a las actividades académicas, alcanzando poco más tarde la dirección de la Facultad de Economía de la Universidad Autónoma de Yucatán. Su vena literaria no dejó de expresarse y por ese entonces, hacia 1972, participó activamente y fue miembro fundador del Taller Literario Platero, junto con varios jóvenes escritores yucatecos como Francisco López Cervantes y Raúl Maldonado Coello, entre otros. Su devenir como poeta estaba ya fincado.
Como ingeniero agrónomo especializado en economía, se desempeñó en el Banco de Crédito Rural, institución creada para dar apoyo técnico y financiero a la actividad agropecuaria del México posrevolucionario. Después de muchos años de trabajar en él, Duch Gary alcanza la dirección regional del banco en el sureste de México.
También, por sus conocimientos técnicos y probada capacidad, fue nombrado de 1985 a 1988, director de Cordemex el complejo industrial y comercial que existió para impulsar a la industria henequenera de Yucatán.
En los últimos años de su vida, se trasladó a la ciudad de Coatzacoalcos para desempeñarse como directivo de una empresa privada manufacturera de fertilizantes. Nunca, a lo largo de su vida profesional, abandonó la pluma y la poesía que le acompañaron aun en lo más árido de su deambular profesional.

## Obra poética
- Imposible no mirar (1977)
- Cada voz es tu voz (1981)
- Canto a Rocafort (1982)
- Diagonal de Sombra (1982)
- La memoria de Ochil (1984)
- Asimetrías (1988)
- Frutos esparcidos (2002)
- Yo podría volar, si no mirara (Antología póstuma, coordinada por Rubén Reyes. 2007)[3]
- Kukulkán. Historia desfigurada. (Prosa poética. Publicación póstuma, coordinada por Zulai Marcela Fuentes. 2010)[4][5]